# پامپلونا، نگرو شرقی
پامپلونا، نگرو شرقی (به لاتین: Pamplona, Negros Oriental) یک منطقهٔ مسکونی در فیلیپین است که در نگرو شرقی واقع شده‌است.

## خصوصیات
پامپلونا ۲۰۲٫۲۰ کیلومترمربع مساحت و ۳۴٬۹۰۶ نفر جمعیت دارد.